# Justin Olsen
Justin Olsen, född den 16 april 1987 i Lubbock, Texas, är en amerikansk bobåkare.
Han tog OS-guld i herrarnas fyrmanna i samband med de olympiska bobtävlingarna 2010 i Vancouver.